# جوزيف موراليس
جوزيف موراليس (بالإنجليزية: Joseph Morales؛ مواليد 22 أغسطس 1994) هو مُقاتل فنون قتالية مختلطة أمريكي يُنافس في فئة وزن الذبابة في يو إف سي.

## وصلات خارجية
لا توجد روابط لمواقع التواصل الاجتماعي.

- Joseph Morales على موقع يو إف سي (الإنجليزية)
- Joseph Morales على موقع شيردوغ (الإنجليزية)